# Očko (pletenina)

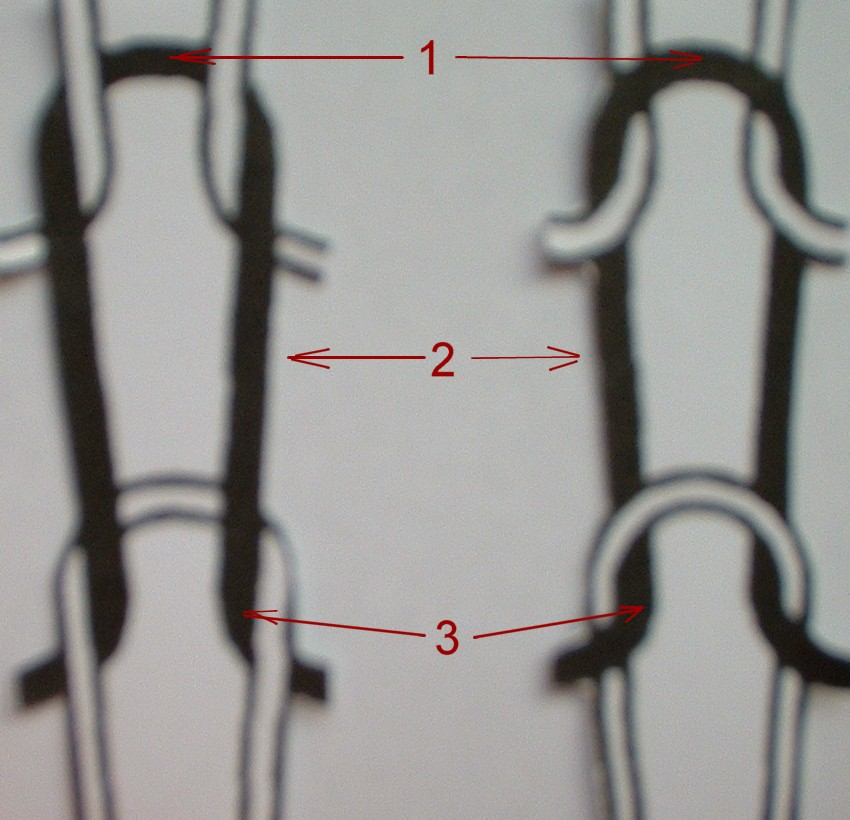
Lícní očko (vlevo) a rubní očko (vpravo)

Očko (anglicky link, německy Masche) je nejmenší část pleteniny, která se tvoří provléknutím kličky s jiným vazebním prvkem.   Jestliže se klička protáhne předcházejícím očkem zezadu dopředu, vznikne lícní očko, zatímco se při protažení kličky opačným směrem vytvoří rubní očko (nákres vpravo).
Očko (viz nákres vpravo nahoře) sestává z jehelního obloučku (1), kterým očko visí při pletení na jehle, dvou stěn (2) a dvou platinových obloučků (3) spojujících sousední očka, vytvořená z téže niti.
U osnovních pletenin se platinovým obloučkům říká spojovací kličky. Spojovací kličky se u některých osnovních vazeb mohou křížit (očka s uzavřeným kladením). Očka s otevřeným kladením zde vznikají, když se kličky nekříží.

## Tvorba očka

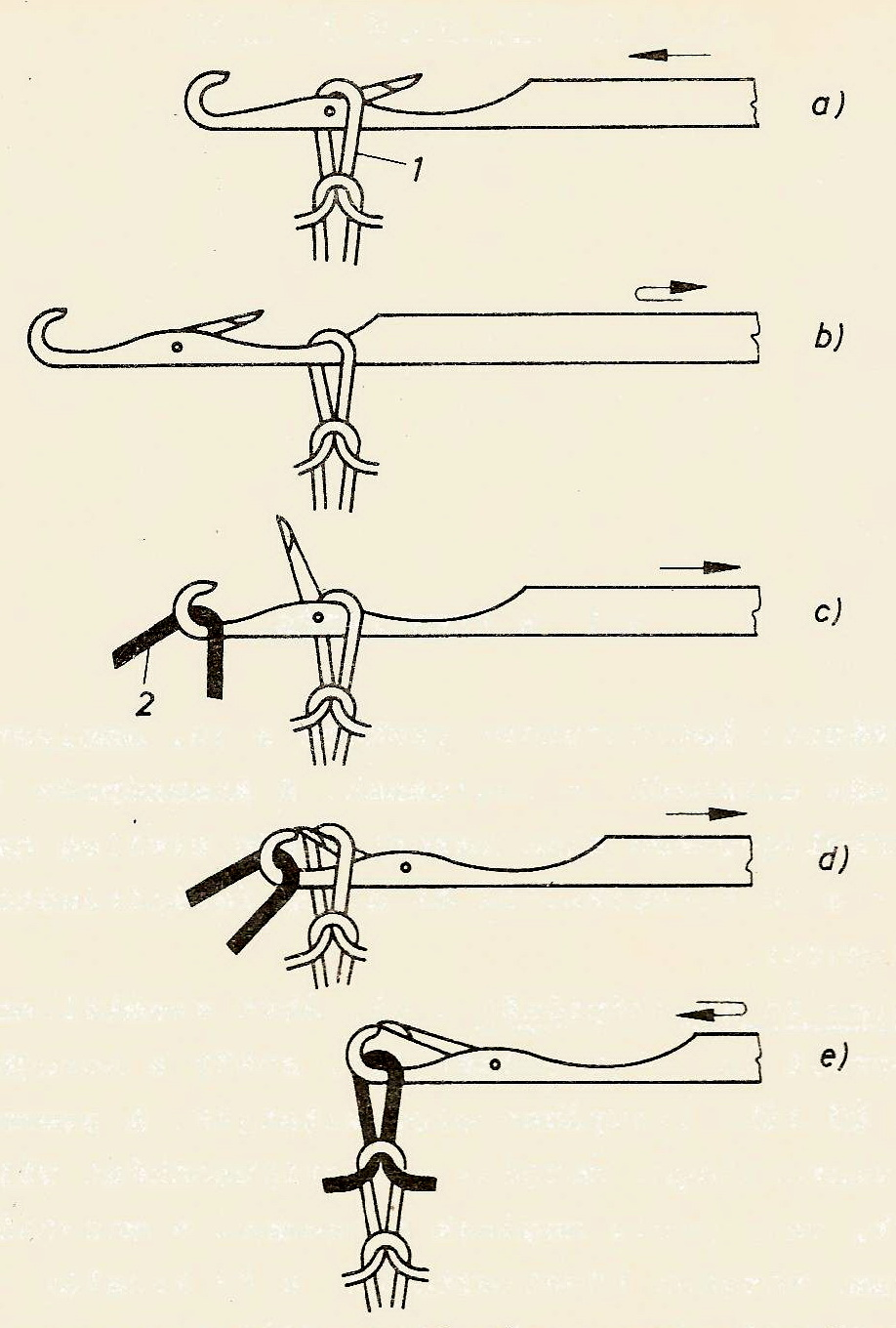
Pět fází tvorby očka jazýčkovou jehlou

- Při ručním pletení vzniká nové očko protažením nitě hotovým očkem (za pomoci jehlice) z pravé nebo levé strany (hladce/obrace). [3]
- Při strojním pletení je způsob tvorby očka závislý na druhu pletací jehly: [2]

-	Jazýčková jehla (viz nákres vpravo): Klička leží v hlavici jehly (a), jehla stoupá, klička sklouzne po stvolu jehly (b) a na hlavici se ukládá nová klička (c). Když pak jehla klesne, stará klička uzavře hlavici jehly (d), přes kterou se přehodí a tím se z ní stává očko (e).
-	Háčková jehla: Tvorba očka probíhá podobně jako u jazýčkové jehly s tím rozdílem, že hlavici jehly zde tvoří háček, který je ovládán lisovacím zařízením.
-	Dvoudílná jehla: Hlavice jehly se zde otevírá a zavírá šoupátkem, které je součástí každé jehly

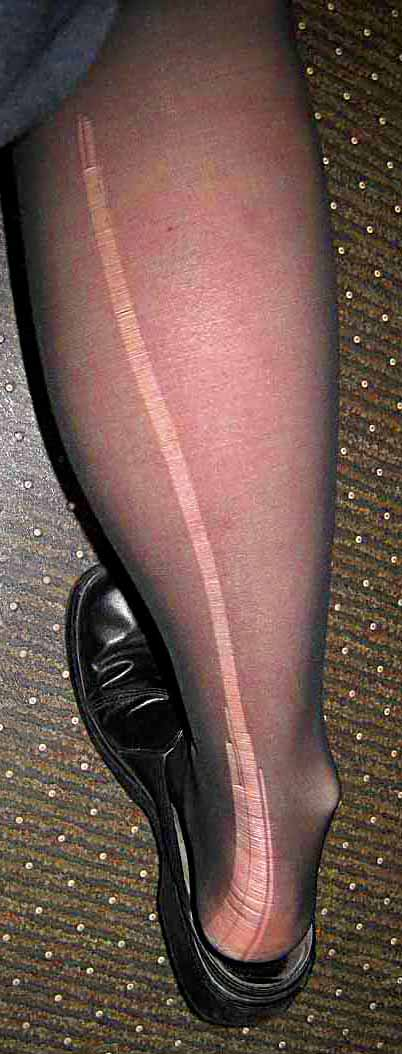
Spuštěné očko

## Spuštěné očko
vzniká častěji u zátažných než u osnovních pletenin (důvody: přetrh příze, poškozená jehla apod.). U některých výrobků se s pomocí různých vazebních konstrukcí (micromesh, pin-point apod.) dá zamezit šíření rozpáraných oček ve sloupku pleteniny.
Naproti tomu se mohou spuštěná očka úmyslně vytvářet jako součást vazby pleteniny systematickým přerušováním činnosti určitých jehel (např. u vícebarevných pletenin).